# Unión de Asociaciones de fútbol árabes
La Unión de Asociaciones de Fútbol Árabes (UAFA) (en árabe: الاتحاد العربي لكرة القدم‎) es el consejo de administración de fútbol en los países árabes.  

## Miembros
| Asia AFC - Baréin - Irak - Jordania - Kuwait - Líbano - Catar - Omán - Palestina - Arabia Saudita - Siria - Emiratos Árabes Unidos - Yemen |  | África CAF - Argelia - Comoras - Yibuti - Egipto - Libia - Mauritania - Marruecos - Somalia - Sudán - Túnez |

## Competiciones

### Torneos de selecciones nacionales
- Copa de Naciones del Golfo.
- Copa Árabe Femenina.
- Copa Árabe Sub-20.
- Copa Árabe Sub-17.
- Copa de Naciones Árabe.
- Copa Palestina de Naciones.
- Juegos Panarábicos

### Torneos de clubes
- Liga de Campeones Árabe
- Recopa Árabe
- Supercopa Árabe